# Северное (Карагандинская область)
Северное (каз. Северное) — село в Абайском районе Карагандинской области Казахстана. Входит в состав Коксунского сельского округа. Находится примерно в 23 км к юго-западу от города Абай, административного центра района. Код КАТО — 353253400.

## Население
В 1999 году численность населения села составляла 286 человек (132 мужчины и 154 женщины). По данным переписи 2009 года, в селе проживало 254 человека (114 мужчин и 140 женщин).